# Schleswiger Königswagen
Der Schleswiger Königswagen (dänisch slesvigske kongevogn) stammt von 1854 und ist der älteste erhaltene Salonwagen in Dänemark. Er steht heute im Dänischen Eisenbahnmuseum in Odense.

## Geschichte
Bis zum Deutsch-Dänischen Krieg 1864 gehörte das Herzogtum Schleswig zum Dänischen Gesamtstaat. Hier wurde am 25. Oktober 1854 durch König Frederik VII. die Bahnstrecke Flensburg–Husum–Tönning eingeweiht. Bei dieser Gelegenheit schenkte das britische Unternehmen Peto, Brassey and Betts unter Samuel Morton Peto, das die Strecke errichtet hatte, dem König einen Salonwagen, der später als Schleswiger Königswagen bezeichnet wurde. Er wurde in Stratford in England gebaut und soll 20.000 Rigsbankdaler gekostet haben.:10
Durch die geografischen Gegebenheiten Dänemarks entwickelten sich dort zunächst drei voneinander durch Meeresarme getrennte Eisenbahnnetze: In Jütland/Schleswig/Holstein, auf Fünen und auf Seeland. In jedem der Netze gab es auch jeweils Salonwagen für den König. Bei der Besetzung der südlichen Landesteile im Deutsch-Dänischen Krieg wurde der Schleswiger Königswagen von preußischen Truppen als Kriegsbeute beschlagnahmt, schließlich aber als Privateigentum des Königs nach dem Krieg zurückgegeben.:13 Er wurde in Jütland stationiert und diente dort bis 1904 als königlicher Salonwagen. Damals trug er die Bezeichnung: „S 2“.
Der Wagen war 1904 technisch so veraltet, dass er für Fahrten des Königs nicht mehr geeignet erschien. In den folgenden drei Jahrzehnten wurde er für Inspektionsfahrten eingesetzt, 1934 außer Dienst gestellt und an Privat verkauft. Er diente nun als Gartenhütte in Thy. Im Zuge dieser Umnutzung wurden Wagenkasten und Fahrgestell getrennt. Letzteres ist nicht erhalten. 1983 wurde der Wagenkasten geborgen und in das Dänische Eisenbahnmuseum in Odense gebracht.:10

## Fahrzeug

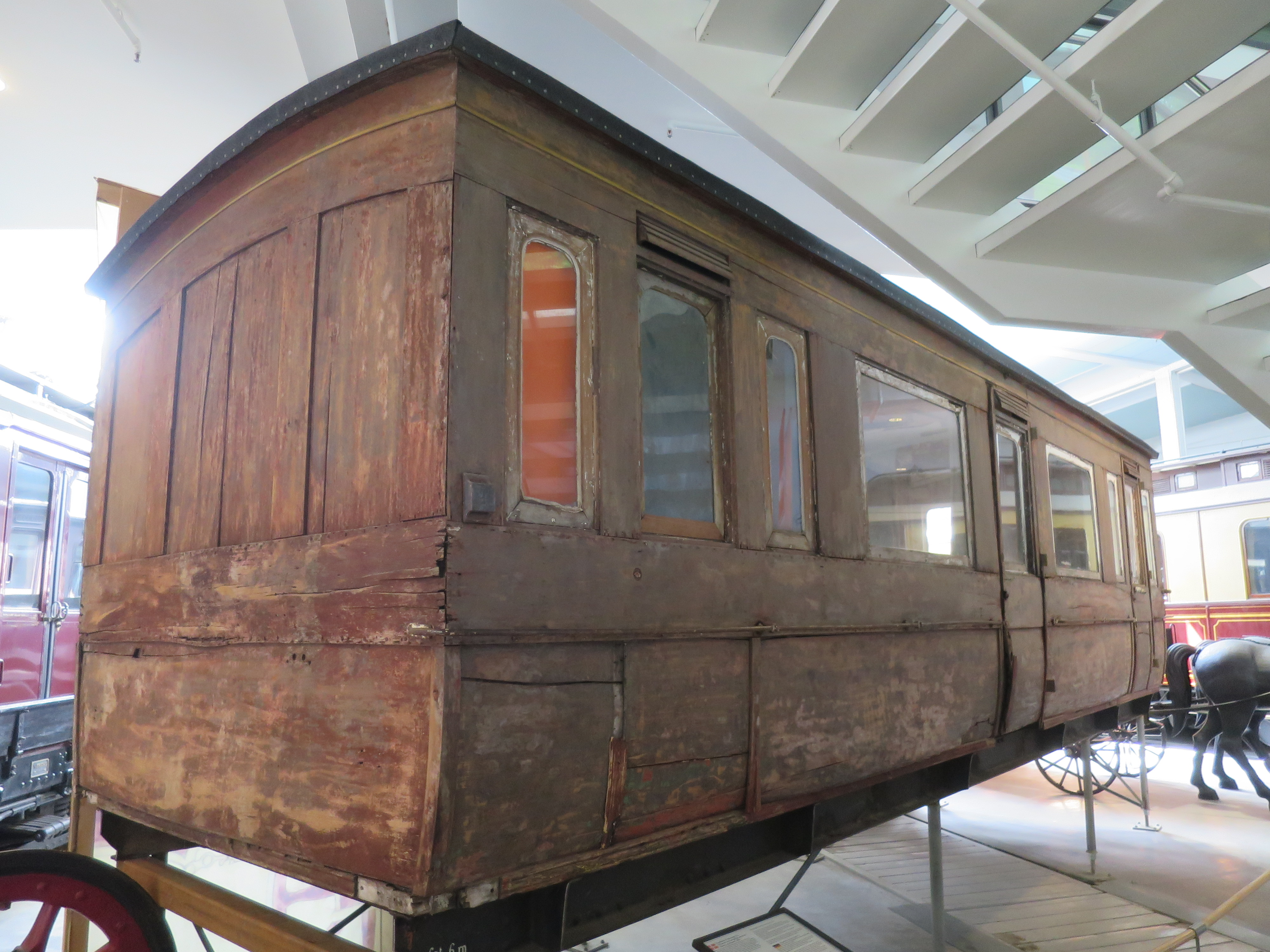
Ausstellung des Fahrzeugs im Dänischen Eisenbahnmuseum

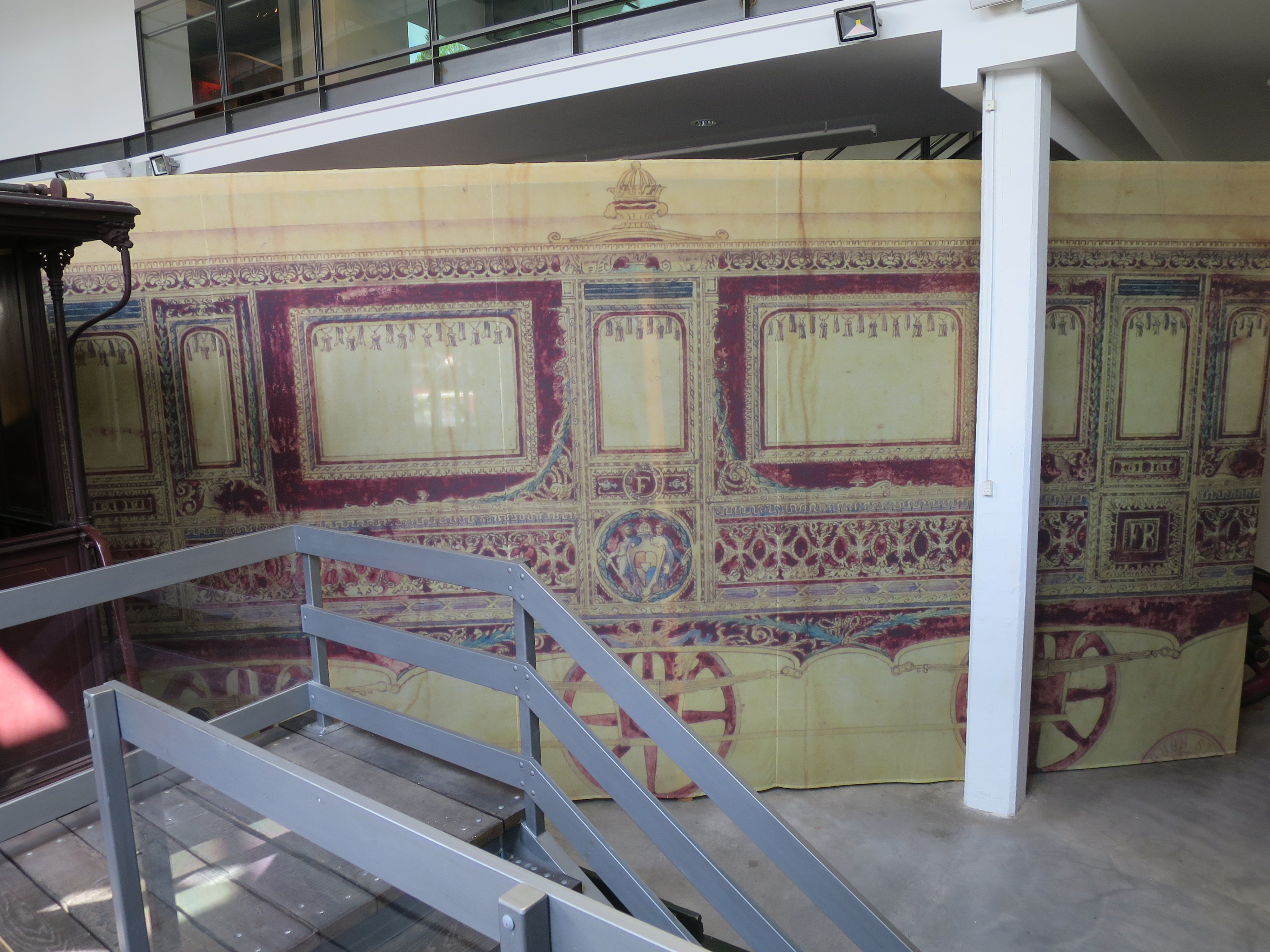
Banner am Fahrzeug mit der Anmutung des ursprünglichen Aussehens

Der Wagen lief auf drei Achsen. Sein Inneres wurde zeitgenössisch folgendermaßen beschrieben:

„Der Wagen besteht aus drei Räumen:19, (Querschnittszeichnung), nämlich einem geräumigen Salon in der Mitte, einem Privatraum und einem Raum für das Gefolge seiner Majestät. Der Wagen ist außen sehr geschmackvoll und reich dekoriert und innen auf das zierlichste ausgeschmückt. Im Salon sind die Wände mit hellblauer Seide, die Decke mit weißer Seide ausgeschlagen. Überall sind Goldverzierungen und die Räume sind mit kostbarsten Lehnstühlen, Ottomanen, Spiegeln u. s. w. ausgestattet.“

Jeder der drei Räume hatte eine Ausstiegstür.:10f, 19
Der Wagenkasten wurde, nachdem er 1983 geborgen worden war, konserviert, aber nicht restauriert. Damit Besucher im Dänischen Eisenbahnmuseum sich eine bessere Vorstellung vom ursprünglichen Aussehen machen können, wurde der Wagenkasten etwa auf der Höhe aufgebockt, in der er sich befände, wäre das Fahrgestell nicht verloren gegangen, und vor eine Seite wurde ein Banner gehängt, das die Entwurfszeichnung des Wagens zeigt, die auf die Größe des Wagenkastens vergrößert wurde.